# Norrskär (Saltvik, Åland)
Norrskäret är en ö i Åland (Finland). Den ligger i Skärgårdshavet eller Bottenhavet och i kommunen Saltvik i landskapet Åland, i den sydvästra delen av landet. Ön ligger omkring 51 kilometer norr om Mariehamn och omkring 260 kilometer väster om Helsingfors.
Öns area är 21,1 hektar och dess största längd är 0,7 kilometer i sydöst-nordvästlig riktning.